# アラン・ドゥコー
アラン・ドゥコー（Alain Decaux、1925年7月23日 - 2016年3月27日）はフランスの作家、歴史学者、劇作家、脚本家、ラジオ・テレビ番組制作者。歴史上の人物や事件を題材とする著書、半世紀近くにわたるラジオ・テレビの歴史番組の制作・担当、ロベール・オッセン監督の歴史映画の脚本や演劇の台本の執筆により、歴史の大衆化に貢献した。1979年にアカデミー・フランセーズの会員に選出され、1988年には、同年フランソワ・ミッテラン政権の首相に就任したミシェル・ロカールにより、外務大臣付フランコフォニー担当大臣に任命された。
邦訳にアカデミー・フランセーズのモンティオン賞を受賞した『ナポレオンの母 - レティツィアの生涯』、『パリのオッフェンバック - オペレッタの王』、『フランス女性の歴史』（全4巻）、『聖パウロ - 神から生まれた月足らずの子』などがある。

## 生涯

### 背景
アラン・ドゥコーは1925年7月23日、フランス北部、ベルギーとの国境のリールに生まれた。代々農業を営んでいた家系である。父方の祖父は、ユサール・ノワール（黒い軽騎兵、シャルル・ペギーの造語）、すなわち、第三共和政下、ジュール・フェリー法（公教育の義務化、無償化、非宗教化）および政教分離法の成立後に師範学校を卒業した小学校教員で、父は弁護士であった。

### 影響

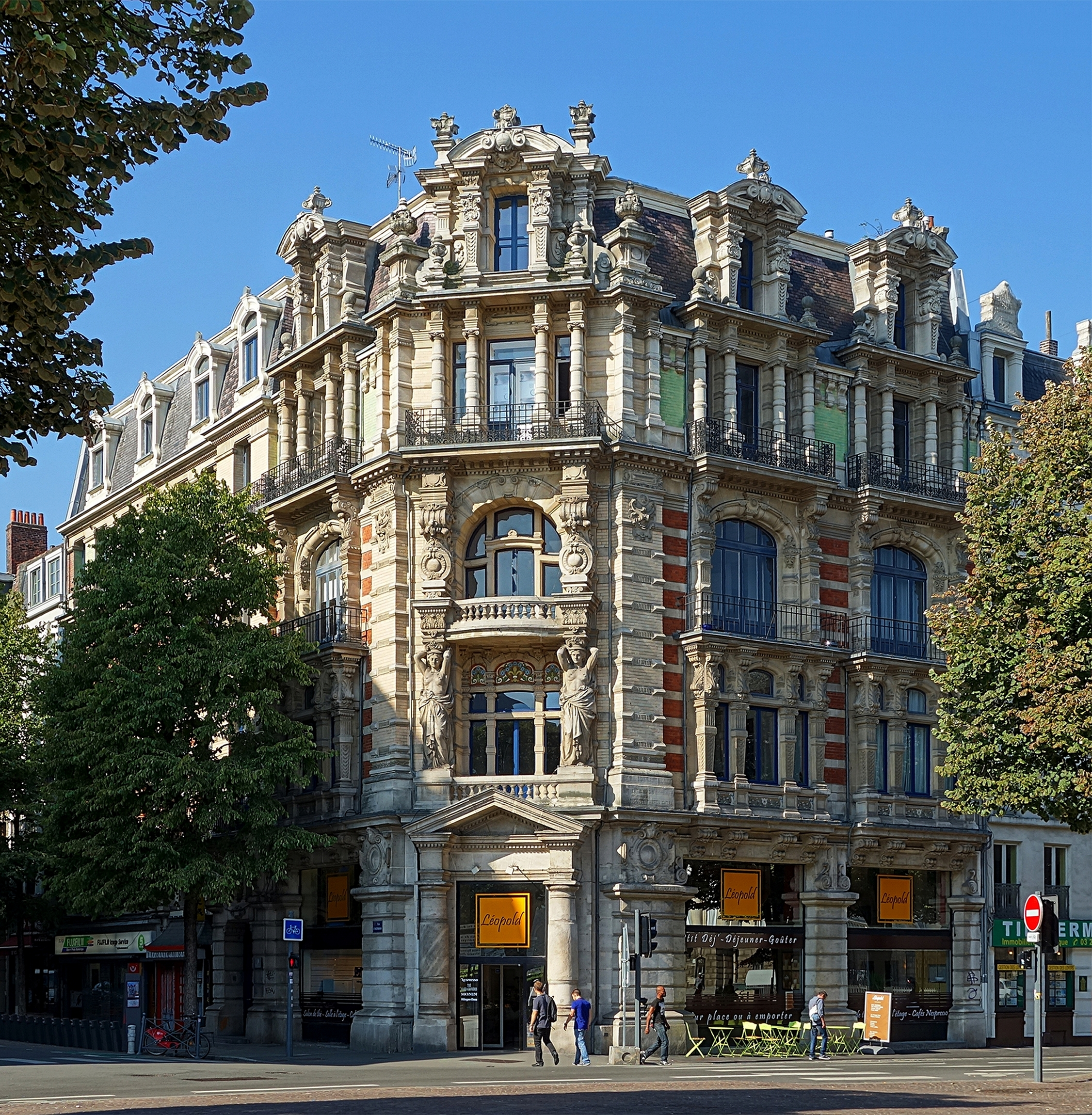
アラン・ドゥコーの生家（リール市オテル・デ・カリアティード / Hôtel des Cariatides、1975年に歴史的記念物に指定）

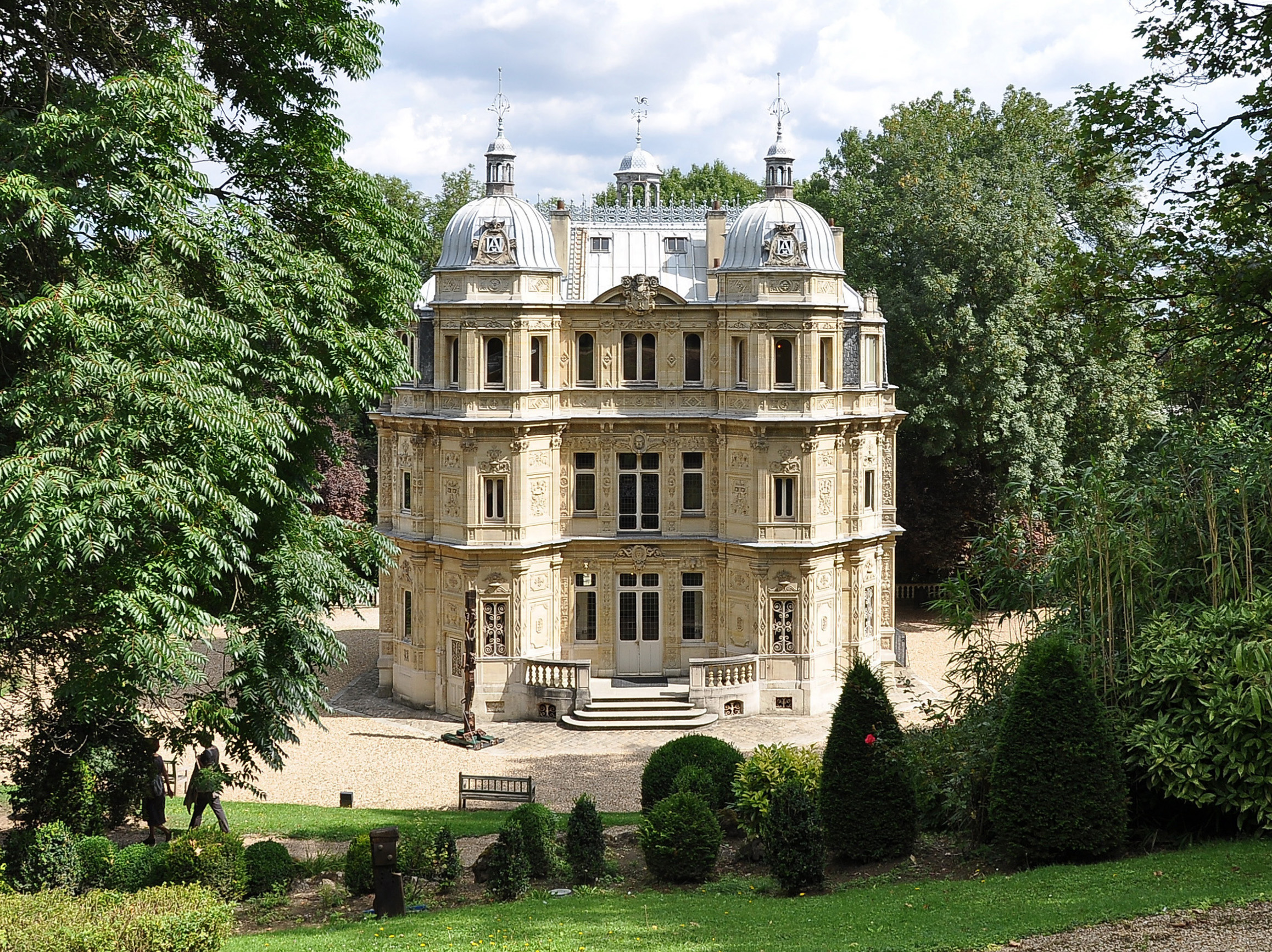
イヴリーヌ県ル・ポール＝マルリのモンテ・クリスト城（2016年に歴史的記念物に指定）

幼い頃から読書が好きで、11歳のときに虫垂炎で入院したときに祖父に贈られたアレクサンドル・デュマの小説『モンテ・クリスト伯』を読んだのを機にデュマの作品を次々と読み耽り、さらに『物語フランス革命史』、『ナポレオン秘話』など歴史上の出来事や特に秘話などを物語風に描いた著書で知られる歴史学者・劇作家G・ルノートルの作品に共感し、歴史学における彼の関心を方向づけることになった。次いでヴィクトル・ユーゴー、オノレ・ド・バルザックなどの19世紀の文豪の作品を耽読し、ユーゴーについては後に、ジュリエット・ドルエとの往復書簡22,000通の分析に基づく評伝『ヴィクトル・ユーゴー』を著し、ロベール・オッセン監督がユーゴー作『レ・ミゼラブル』（リノ・ヴァンチュラ主演）を映画化した際には、脚本を担当した（作品参照）。また、デュマについては、1954年から1982年までイヴリーヌ県ル・ヴェジネに住んでいたことから、隣接するル・ポール＝マルリにデュマが建てたモンテ・クリスト城を保存するために結成されたアレクサンドル・デュマ友の会を支援し、アカデミー・フランセーズに働きかけた。
このほか、著書で扱っているフランス革命から第二帝政にかけての人物以外でドゥコーが深い関心を寄せた人物は、「彼の生涯について書くことは、19世紀の革命史をたどることだ」として評伝を著したルイ・オーギュスト・ブランキ、時代が求めていた教皇だと評して演劇『恐れるなかれ』の台本を書いたヨハネ・パウロ2世などである。

### 教育
地元リールのリセ・フェデルブに通ったが、1939年、14歳のときに第一次大戦が勃発すると、ドイツに近い北部を離れてブルターニュ地方の親戚のもとに身を寄せた。まもなく司法官としてパリに赴任した父に呼び寄せられ、パリ16区のリセ・ジャンソン＝ド＝サイイに入学した。
法学者であった父の希望に従ってパリ法科大学に進んだが、歴史への関心を深めたドゥコーは、学位を取得しないままソルボンヌ大学で歴史学の講義を受講し、やがて歴史雑誌に記事を掲載し始めた。

### 歴史劇への関心 - ギトリとの出会い
ドゥコーは当初、歴史劇への関心から、サシャ・ギトリを敬愛し、彼のような劇作家になりたいと思っていたが、満足のいくものは書けなかった。1944年8月23日、パリ解放のさなか、対独協力者に対する厳しい粛清が行われていたとき、ギトリが対独協力の疑いで逮捕された。戦時中も活動を続けたことで「政治意識や戦闘心が欠如している」という理由であったが、無罪釈放されたのは2月後のことであり、この間、ドゥコーは、ギトリの作品が略奪されることのないよう、彼の自宅に押しかけて見張り役を務めた。ギトリは家を守ってくれたことに深く感謝してドゥコーの執筆の指導にあたり、以後、親交を深めることになった。一方で、最も関心を寄せていたルイ17世に関する研究を進め、1947年に博士論文『ルイ17世再発見』を提出・刊行。2年後の24歳のときに発表したナポレオンの母レティツィアの評伝でアカデミー・フランセーズのモンティオン賞を受賞した。これは、18 - 19世紀の慈善事業家・経済学者ジャン＝バティスト・ド・モンティオンによって創設され、道徳的価値の高い作品に与えられる賞である。

### 歴史番組の制作・担当

#### 「歴史の討論」
こうした著書の刊行や雑誌への寄稿を通じて、ルイ16世やマリー・アントワネットに関心が深く、歴史関連の記事を書いていたジャーナリスト、アンドレ・カストロに出会い、意気投合した。二人は以後、数十年にわたってラジオ・テレビ番組を制作・担当することになる。最初は1951年に始まったパリ・アンテル（現フランス・アンテル）のラジオ番組「歴史の討論」であった。この番組は1997年まで半世紀近くにわたって続き、記録的な長寿番組となった。
次に今度はフランス放送協会（国営テレビ・ラジオ局）のモーリス・カズヌーヴからテレビの歴史番組に出演してほしいという依頼があった。フランスでテレビが普及し始めた頃のことで、ドゥコーは丁重に断ったが、夏の休暇の間だけ、しかも夜の番組の最後に放映する15分の番組で、内容や進め方はすべて彼が決めるということで引き受けた。この番組が好評を博したため、翌年の夏にも同じ番組を担当したところ、カズヌーヴに夏の休暇明けの9月から30分の番組を組みたいと提案された。当時、番組はすべて生放送で、当然、プロンプターもなかった。煙草を吸ったことのないドゥコーが煙草を吸うほどに緊張していたという。最初は自分で撮影した動画を使うことを提案したが、自分で操作すると逆に混乱して茫然自失のまま番組を終えた。評論家に番組を評価されたものの、混乱ぶりを指摘されたため、以後はスライドを映すだけで、語りに専念した。これで「地味なスーツを着て、鼈甲の眼鏡をかけた歴史学者がカメラに向かってひたすら語る」という番組のスタイルが決まった。
「歴史の謎」と題するこの番組は、ドゥコー、カステロ、および舞台監督としても知られるステリオ・ロランジが共同で制作し、1年ほどの間に11話放映された。この後、1957年に番組名を「カメラが時代を探査する」に変更、時間も1時間に延長して1966年までの間に39話放映された。いずれも好評で、トピックによっては記録的な視聴率となった。
国営放送のみであった当時にあって、番組の存続にとって重要なのは視聴率より国の政策であった。ロランジは共産党員であり、冷戦のさなかに共産党員が番組制作に関わることを快く思わなかったド・ゴール政権下の官僚は、「カメラが時代を探査する」の廃止を決定した。

#### 「アラン・ドゥコーが語る」
新番組「アラン・ドゥコーが語る」として再開されたのは、ド・ゴール辞任後の1969年7月10日のことである。番組名は1981年に「話題の歴史」、1985年に「アラン・ドゥコーの記録」、1987年に「歴史に向かうアラン・ドゥコー」に変更され、また、プライムタイムに放映されて高い視聴率を維持したものの、他社との競合から、プライムタイムに映画や娯楽番組を放送することになると、夜の第2部、22時からに変更されたが、上述の番組廃止によるブランクを除いて、ドゥコーはテレビの歴史番組を通算35年間、ラジオの歴史番組を46年間担当した。好評を博した理由の一つは、歴史の教科書に書かれているような出来事や大学の講義で扱うような専門的な内容ではなく、たとえば、ルイ17世、ジェヴォーダンの獣、メデューズ号の筏、連続殺人犯アンリ・デジレ・ランドリュー、モンテ・クリスト島の謎、カリオストロ（詐欺師、フリーメイソン）の謎、ムッソリーニ政権と1924年のジャコモ・マッテオッティ書記長の暗殺、キケロ事件（第二次大戦中のドイツのためのスパイ行為）、サッコ・ヴァンゼッティ事件（冤罪事件）、長いナイフの夜（国家社会主義ドイツ労働者党による突撃隊などに対する粛清事件）、ルーダンの悪魔憑き事件（Affaire des démons de Loudun）、トロツキーの死、スタヴィスキー事件（第三共和政を危機に陥れた疑獄事件）、アラモの戦い（テキサス革命）、国家主義者による社会主義者ジャン・ジョレスの暗殺、バウンティ号の反乱、戦艦ポチョムキンの反乱、切り裂きジャック、ミュンヘン一揆（1923年）、カティンの森事件、鉄仮面、エルヴィン・ロンメルの最期、アンリ4世の暗殺といった特殊な人物や謎めいた事件を取り上げたことである。
ドゥコーは、プロンプターなしの生放送ということもあって、かなりの時間をかけて調査し、練習し、暗記した。「日本のいちばん長い日」と題して1945年の広島市への原子爆弾投下から日本の降伏までの経緯を説明したときには、日本人の名前を50近く暗記しなければならず、フランス人のドゥコーにとってはたやすいことではなかった。
また、歴史的事件を物語風に生き生きと語る、臨場感あふれる語りや演技力も視聴者を惹きつけた。作家のフランソワ・モーリアックは、「何もかも知り尽くした上で語りながら、しかも昔話のような語り口で語る」彼を「比類なき語り手」と絶賛した。
ドゥコーは半世紀近くにわたってテレビ・ラジオ番組、著書（および録音版）、新聞・雑誌への寄稿、さらに1960年には自ら歴史雑誌『みんなのための歴史（L'Histoire pour tous）』（月刊）を創刊するなどして、歴史の大衆化に貢献した。アナール学派の歴史学者ピエール・ノラは、彼が1980年に創刊した『ル・デバ』誌で、歴史学が社会・経済構造にのみ関わる歴史の研究だけでなくミクロな歴史、彼が提唱した「新しい歴史学」への関心が高まるなか、ドゥコーが対象としてきた歴史上の特殊な人物や逸話、すなわち、これまで周辺に押しやられていた事象が、専門研究においても取り上げられるようになったと指摘した。

### 演劇、歴史教育の推進
1970年代以降、俳優・映画監督のロベール・オッセンからの依頼で、歴史劇や歴史映画の台本・映画の脚本を書いた。『ダントンとロベスピエール』、『私の名前はマリー・アントワネットだった』、『彼はボナパルトだった』、『ベン・ハー』など、いずれも壮大な演劇で、スタッド・ド・フランスで上演された。
1979年2月15日にアカデミー・フランセーズの会員に選出された。席次9、ジャン・ゲーノの後任である。佩剣には故郷フランドルの旗やフランドル伯の紋章に描かれるライオンが彫られ、かつて恩師サシャ・ギトリが指輪に使っていたエメラルドが象嵌されている。
歴史の大衆化に貢献したドゥコーは、歴史教育の推進においても重要な役割を果たした。1979年、ジスカール・デスタン政権下、第三次レイモン・バール内閣が初等教育の学習指導要領の改訂にあたってフランス史の授業を廃止すると発表すると、同年10月20日付の『フィガロ・マガジン』に「フランス人よ、もうあなたがたの子どもたちは歴史を教えてもらえなくなる」と題する挑発的な記事を掲載し、さらに彼が編集委員を務めていた歴史雑誌『イストリア』の第400号でも特集を組み、大論争を巻き起こした。彼は同誌で、クリスチャン・ブラク国民教育相に対して、「（あなたにとっては）ワーテルローの戦いからアウステルリッツの戦いが生じたということになる」と激しく批判した。これを受けて、カトリック系の新聞『ラ・ヴィー（生命）』も「フランスよ、お前の歴史がとんずらする」と表紙に大きく書いた号を刊行。他の新聞も同様であり、歴史・地理教員協会（Association des Professeurs d’Histoire et de Géographie）が反対運動を展開した。大論争の末、ようやくフランス史の授業が再開されることになり、ドゥコーはこれ以後も、2011年にもリセの最終学年における歴史の授業の廃止が審議されているときに、これに反対する歴史・地理教員協会の請願書に署名するなど、現場の歴史教員の活動を積極的に支持した。

### 官僚
1988年、フランソワ・ミッテラン政権の首相に就任したミシェル・ロカールにより、外務大臣付フランコフォニー担当大臣に任命された。決断しかねて同じアカデミー・フランセーズ会員でピエール・メスメル内閣（ジョルジュ・ポンピドゥー政権）の文化大臣を務めた歴史小説家モーリス・ドリュオンに相談したところ、「国に仕えるよう要求されたのだから、逃れることはできない」と冗談交じりで励まされた。社会党政権だが、ドゥコー自身は「ヴィクトル・ユーゴー的な左派」を自称していた。任期は1991年までの3年間であったが、このほか、外務省のフランス芸術活動協会の会長、国外フランス・テレビ政策の調整役、シャンティイ領管理者団体（Collège des conservateurs du domaine de Chantilly）の会長、劇作家・作曲家協会の会長などを歴任した。

### 死去

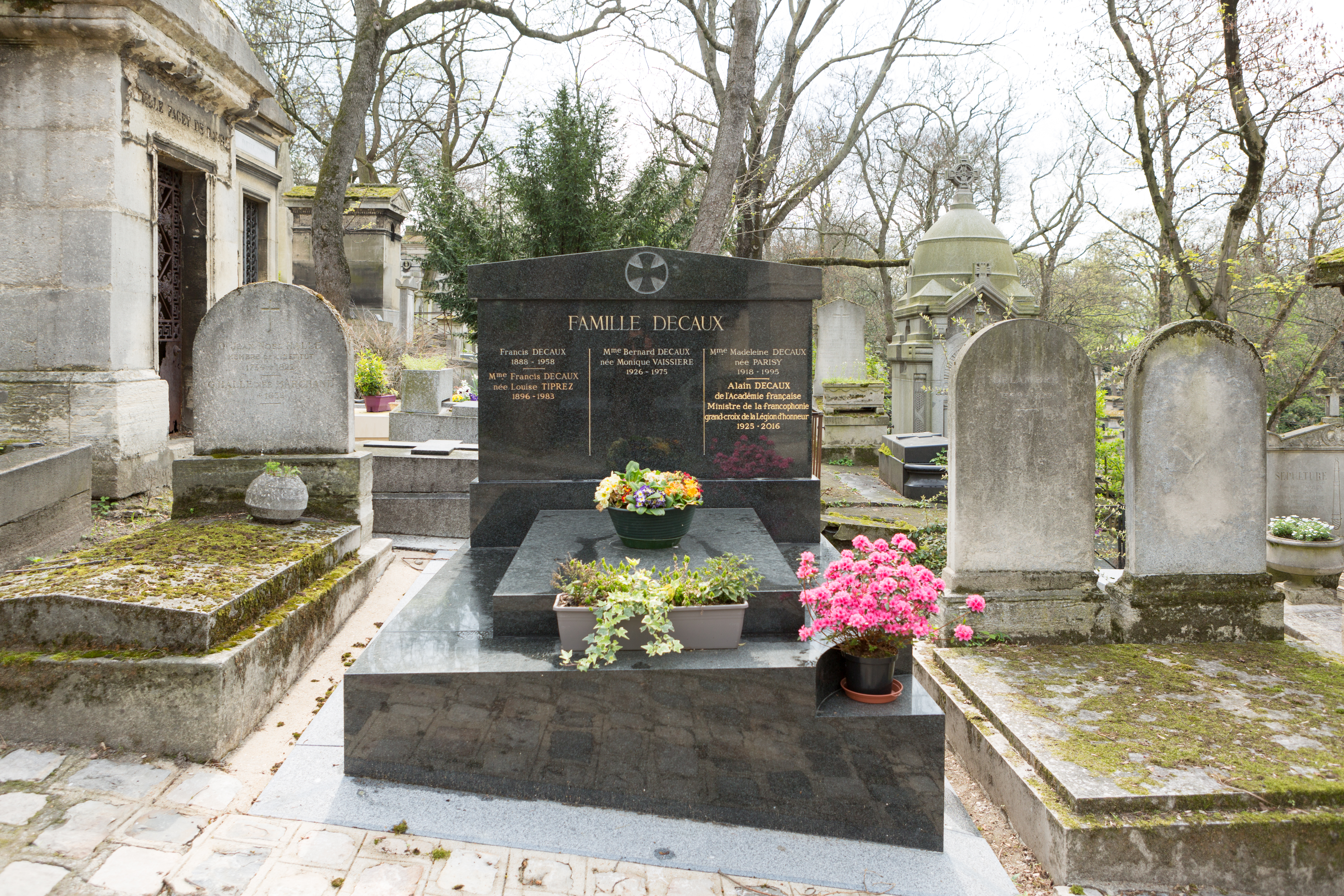
ペール・ラシェーズ墓地のドゥコー家の墓

2016年3月27日、パリ15区のジョルジュ・ポンピドゥー欧州病院にて死去、享年90歳。4月4日にオテル・デ・ザンヴァリッド（廃兵院）でフランソワ・オランド大統領主宰のもと、国家追悼式が執り行われ、最後にペール・ラシェーズ墓地でアカデミー会員・歴史学者のピエール・ノラにより追悼の辞が捧げられた後、埋葬された。彼のアカデミー・フランセーズ会員の制服と佩剣は故郷リール市の女伯救済院博物館（Musée de l'Hospice Comtesse、フランドル女伯ジャンヌ・ド・コンスタンティノープルの命によって建造された女伯救済院（Hospice Comtesse）を博物館として保存）に寄贈された。

## 受賞・栄誉
- レジオンドヌール勲章グランクロワ
- 国家功労勲章グランクロワ
- 芸術文化勲章コマンドゥール
- モンティオン賞
- ピエール・ラフュ賞（フランス語版） - 全作品に対して（2010年）- ピエール・ラフュ（フランス語版）財団により、フランス語で書かれた歴史関連の著書または全作品に対して与えられる[23]。

## 作品
- 1947年、Louis XVII retrouvé（ルイ17世再発見）(Librairie académique Perrin)
- 1949年、Létizia. Napoléon et sa mère (Librairie académique Perrin)
  - 『ナポレオンの母 - レティツィアの生涯』小宮正弘訳、時事通信社、1988年
- 1951年、La Tribune de l’Histoire（歴史の討論）- アンドレ・カストロ、ジャン＝クロード・コラン＝シマール、ジャン＝フランソワ・シアップ共同制作（ラジオ番組）
- 1952年、La Médaille militaire（軍功勲章）(Librairie académique Perrin)
- 1952年、La Conspiration du général Malet（クロード＝フランソワ・ド・マレ（フランス語版）将軍の陰謀）(Librairie académique Perrin)
- 1953年、La Castiglione, d’après sa correspondance et son journal inédits（未刊行の書簡・日記によるラ・カスティリオーヌ）(Librairie académique Perrin)
- 1954年、De l'Atlantide à Mayerling（アトランティスからマイヤーリングまで）(Librairie académique Perrin)
- 1954年、La Belle Histoire de Versailles（ヴェルサイユ全盛期）(Librairie académique Perrin)
- 1956年、Énigmes de l'Histoire（歴史の謎）- ステリオ・ロランジ、アンドレ・カストロ共同制作（テレビ番組）
- 1957年、La caméra explore le temps（カメラが時代を探査する）- ステリオ・ロランジ、アンドレ・カストロ共同制作（テレビ番組）
- 1957年、Cet autre Aiglon, le Prince impérial（エグロン - 帝国の皇太子）(Librairie académique Perrin)
- 1958年、L'Empire, l'amour et l'argent（帝国 - 愛と金）(Librairie académique Perrin)
- 1958年、Offenbach, roi du Second Empire (Librairie académique Perrin)
  - 『パリのオッフェンバック - オペレッタの王』梁木靖弘訳、麦秋社、1985年
- 1960年、L'Énigme Anastasia - enquête（アナスタシアという謎 - 調査）(Librairie académique Perrin)
- 1961年、Les Grandes Heures des châteaux de France（フランス城の全盛期）- ジャン＝フランソワ・シアップ共同制作（ラジオ番組）
- 1962年、Climats - d'après André Maurois（うつろひ / 愛の風土 - クリマ - アンドレ・モーロワ原作）- ステリオ・ロランジ監督映画（脚本）
- 1962年、Secrets d'État（国家機密）- アンドレ・カストロ、ジャン＝フランソワ・シアップ共同制作（ラジオ番組）
- 1963年、La Révolution française（フランス革命）(Grand prix du disque、録音）
- 1964年、Napoléon（ナポレオン）(Grand prix du disque、録音）
- 1964年、Grands Mystères du passé（過去の大きな謎）(Librairie académique Perrin)
- 1964年、Les Heures brillantes de la Côte d'Azur（コート・ダジュールの輝かしい時代）(Librairie académique Perrin)
- 1966年、Dossiers secrets de l'Histoire（歴史の機密文書）(Librairie académique Perrin)
- 1966年、Grands secrets, grandes énigmes（大きな秘密、大きな謎）(Librairie académique Perrin)
- 1967年、J'ai tué Raspoutine（私はラスプーチンを殺した）- ロベール・オッセン監督共同制作（脚本）
- 1967年、Nouveaux Dossiers secrets（新機密文書）(Librairie académique Perrin)
- 1968年、Les Rosenberg ne doivent pas mourir（ローゼンバーグ夫妻は死ぬべきではなかった）(Librairie académique Perrin)
- 1968年、Grandes Aventures de l'Histoire（歴史の大冒険）(Librairie académique Perrin)
- 1969年、Le Livre de la famille impériale（皇室の書）- アンドレ・カストロ、マリー＝ピエール・ケーニグ共著 (Librairie académique Perrin)
- 1969年、Alain Decaux raconte（アラン・ドゥコーが語る）- テレビ番組
- 1971年、La Belle Histoire des marchands de Paris（パリ商人の全盛期）(Librairie académique Perrin)
- 1972年、Histoire des Françaises（全2巻）(Librairie académique Perrin)
  - 『フランス女性の歴史 1 - ルイ14世治下の女たち』川田靖子訳、大修館書店、1980年
  - 『フランス女性の歴史 2 - 君臨する女たち』柳谷巖訳、大修館書店、1980年
  - 『フランス女性の歴史 3 - 革命下の女たち』渡辺高明訳、大修館書店、1980年
  - 『フランス女性の歴史 4 - 目覚める女たち』山方達雄訳、大修館書店、1981年
- 1975年、Le Cuirassé Potemkine（戦艦ポチョムキン）- ジョルジュ・ソリア（フランス語版）、ロベール・オッセン監督共同制作（演劇台本）
- 1975年、Histoire des Françaises（フランス女性の歴史）- ラジオ番組
- 1976年、Blanqui l'Insurgé（叛徒ブランキ）(Librairie académique Perrin)
- 1976年、Histoire de la France et des Français au jour le jour（フランス・フランス人の日々の歴史）全8巻、アンドレ・カストロ、ジャック・ルヴロン（Jacques Levron）、マルセル・ジュリアン（フランス語版）共著 (Librairie académique Perrin)
- 1977年、Les Face à Face de l'Histoire（歴史に向き合って）(Librairie académique Perrin)
- 1978年、Alain Decaux raconte（アラン・ドゥコーが語る）(Librairie académique Perrin)
- 1978年、Notre-Dame de Paris（ノートルダム・ド・パリ）- ロベール・オッセン、ジョルジュ・ソリア共同制作（演劇台本）
- 1979年、Alain Decaux raconte（アラン・ドゥコーが語る）第II巻 (Librairie académique Perrin)
- 1979年、Danton et Robespierre（ダントンとロベスピエール）- ロベール・オッセン、ジョルジュ・ソリア、ロベール・オッセン監督共同制作（演劇台本）
- 1980年、Alain Decaux raconte（アラン・ドゥコーが語る）第III巻 (Librairie académique Perrin)
- 1981年、Alain Decaux raconte（アラン・ドゥコーが語る）第IV巻 (Librairie académique Perrin)
- 1981年、L'Histoire en question（話題の歴史）- テレビ番組
- 1982年、Les Misérables - d’après Victor Hugo（レ・ミゼラブル - ヴィクトル・ユーゴー原作）- ロベール・オッセン監督共同制作（リノ・ヴァンチュラ主演、映画脚本）
- 1982年、L'Histoire en question（話題の歴史）(Librairie académique Perrin)
- 1983年、Un homme nommé Jésus（イエスという名の男）
- 1983年、L'Histoire en question（話題の歴史）第II巻 (Librairie académique Perrin)
- 1984年、Victor Hugo（ヴィクトル・ユーゴー） (Librairie académique Perrin)
- 1985年、Victor Hugo（ヴィクトル・ユーゴー）- 録音
- 1985年、Le dossier d'Alain Decaux（アラン・ドゥコーの記録）- テレビ番組
- 1986年、Les Assassins（暗殺者）(Librairie académique Perrin)
- 1987年、Alain Decaux raconte l’Histoire de France aux enfants（アラン・ドゥコーが子どもたちに語るフランスの歴史）(Librairie académique Perrin)
- 1987年、Destins fabuleux（驚くべき運命）(Librairie académique Perrin)
- 1987年、L’Affaire du courrier de Lyon（リヨン郵便馬車事件（フランス語版））- ロベール・オッセン監督共同制作（演劇台本）
- 1987年、Alain Decaux face à l’histoire（歴史に向かうアラン・ドゥコー）（テレビ番組）
- 1988年、Alain Decaux raconte la Révolution française aux enfants（アラン・ドゥコーが子どもたちに語るフランス革命）(Librairie académique Perrin)
- 1988年、La Liberté ou la mort（自由か死か）- ステリオ・ロランジ、ジョルジュ・ソリア共同制作（演劇台本）
- 1991年、Alain Decaux raconte Jésus aux enfants（アラン・ドゥコーが子どもたちに語るイエス）(Librairie académique Perrin)
- 1991年、Jésus était son nom（イエスは彼の名前だった）- 演劇台本
- 1992年、Le Tapis rouge（赤い絨毯）(Librairie académique Perrin) - 外務省での経験を語る[8]。
- 1993年、Mille neuf cent quarante-quatre（1944年）(Librairie académique Perrin)
- 1993年、Histoires extraordinaires（信じられないような歴史）(Librairie académique Perrin)
- 1993年、Je m’appelais Marie-Antoinette（私の名前はマリー・アントワネットだった）- アンドレ・カストロ、ロベール・オッセン監督共同制作（演劇台本）
- 1994年、Alain Decaux raconte le débarquement et la Libération（アラン・ドゥコーが語るノルマンディー上陸作戦とパリ解放）- テレビ番組
- 1994年、Nouvelles Histoires extraordinaires（新・信じられないような歴史）(Librairie académique Perrin)
- 1995年、L’Abdication（退位）(Librairie académique Perrin)
- 1996年、C’était le XXe siècle（20世紀のことだった）(Librairie académique Perrin)
- 1996年、Alain Decaux raconte la Bible aux enfants（アラン・ドゥコーが子どもたちに語る聖書）(Librairie académique Perrin)
- 1997年、C’était le XXe siècle : La course à l’abîme（20世紀のことだった - 奈落への道）(Librairie académique Perrin)
- 1997年、Monaco et ses princes（モナコとモナコ公）(Librairie académique Perrin)
- 1998年、C’était le XXe siècle : La guerre absolue（20世紀のことだった - 無条件戦争）(Librairie académique Perrin)
- 1999年、C’était le XXe siècle : De Staline à Kennedy（20世紀のことだった - スターリンからケネディへ）(Librairie académique Perrin)
- 1999年、De gaulle, celui qui a dit non（ノンと言ったド・ゴール）- アラン・ペールフィット（フランス語版）共同制作（演劇台本）
- 2000年、Morts pour Vichy（ヴィシーのために死んだ人々）(Librairie académique Perrin)
- 2002年、C’était Bonaparte（彼はボナパルトだった）- ロベール・オッセン監督共同制作（演劇台本）
- 2002年、L’Avorton de Dieu. Une vie de saint Paul (Perrin)
  - 『聖パウロ - 神から生まれた月足らずの子』奈須瑛子訳、女子パウロ会、2006年
- 2005年、Tous les personnages sont vrais（人物はすべて実在の人物）(Perrin)
- 2006年、Ben Hur（ベン・ハー）- ロベール・オッセン監督共同制作（演劇台本）
- 2007年、La Révolution de la croix. Néron et les chrétiens（十字架の革命 - ネロとキリスト教徒）(Perrin)
- 2007年、N’ayez pas peur ! - Jean-Paul II（恐れるなかれ - ヨハネ・パウロ2世）- 演劇台本
- 2008年、Coup d’État à l’Élysée（エリゼ宮のクーデター）(Perrin)
- 2010年、Dictionnaire amoureux d’Alexandre Dumas（アレクサンドル・デュマの愛の辞典）(Plon)
- 2011年、Victor Hugo（ヴィクトル・ユーゴー） (Librairie académique Perrin) - 著書新版